# Charroux, Vienne
Charroux är en kommun i departementet Vienne i regionen Nouvelle-Aquitaine i västra Frankrike. Kommunen ligger i kantonen Charroux som tillhör arrondissementet Montmorillon. År 2022 hade Charroux 1 046 invånare.

## Befolkningsutveckling
Antalet invånare i kommunen Charroux
| Referens: INSEE |